# Ischasia valida
Ischasia valida là một loài bọ cánh cứng trong họ Cerambycidae.